# Royton
Royton est une ville de 21 000 habitants du comté du Grand Manchester en Angleterre.